# Raza Ali Khan Bahadur
Raza Ali Khan Bahadur (Rampur, 17 novembre 1908 – Rampur, 6 marzo 1966) è stato un principe indiano.
Fu Nawab di Rampur dal 1930 al 1956.

## Biografia
Raza Ali nacque al palazzo di Qila-i-Mualla a Rampur ed era figlio del nawab Hamid Ali Khan di Rampur. Salì al trono dopo la morte di suo padre nel 1930.
Governante tollerante e progressista, espanse il numero degli indù nel suo governo, giungendo a nominare tra essi anche un primo ministro di stato nella persona di Horilal Varma Bar At Law. Si impegnò nello sviluppo del sistema idrico nazionale, completando progetti di elettrificazione della maggior parte dei villaggi e costruendo scuole, strade e segherie. Come nawab inviò delle truppe a combattere nel teatro del Medioriente al fianco degli inglesi nella seconda guerra mondiale. Firmò per l'entrata del suo stato nell'Unione Indiana il 15 agosto 1947, vedendo il proprio stato formalmente unito dal 1949 con l'Uttar Pradesh. Negli ultimi anni della sua vita si dedicò a progetti caritatevoli e divenne presidente dei massoni indiani e gran maestro della Gran Loggia d'India.
Raza morì nel 1966, a 57 anni di età e, come suo padre, venne sepolto a Karbala, in Iraq, da dove la sua famiglia anticamente proveniva. Gli succedette al titolo il suo primogenito, Murtaza Ali Khan Bahadur.

## Onorificenze

### Posizioni militari onorarie
| Forza militare      | Unità    | Posizione         | Anno |
| ------------------- | -------- | ----------------- | ---- |
| British Indian Army | Esercito | Maggiore generale | 1946 |